# Valotte
Valotte ist das Debütalbum des Sängers Julian Lennon. Es wurde am 15. Oktober 1984 von Atlantic Records in the USA und in Kanada und von Charisma/Virgin Records weltweit veröffentlicht. Es blieb bis heute das erfolgreichste Album Lennons.

## Entstehung
Bereits kurz nach der Ermordung seines Vaters John Lennon stand Julian Lennon im Fokus der Öffentlichkeit. Sein Vater hatte ihm im Kindesalter Gitarrespielen beigebracht und schon im Teenageralter spielte Lennon in der Amateurband „Lennon Drops“, wo er als Drummer, Gitarrist und Sänger tätig war. Anfang 1981 äußerte Lennon, er „werde meine Karriere im Musik-Geschäft auf jeden Fall starten. Allerdings will ich die Welt nicht als Solo-Sänger aus den Angeln heben. Zunächst möchte ich all das lernen, was man braucht, um Platten produzieren zu können.“ Es folgte eine Zeit in den Klatschspalten der Sensationspresse, bevor es still um ihn wurde. Er versuchte, als Toningenieur Fuß zu fassen, konnte es jedoch „hinterm Mischpult […] nicht aushalten, ich mußte Musik machen.“
Er begann, eigene Songs zu schreiben, die jedoch zu Beginn zu kompliziert waren. „Daraufhin hörte ich mir wieder die Soloalben meines Vaters an. Das hat mir die Augen geöffnet. Die Songs waren so direkt, da war Feelings dahinter, Charakter“, so Lennon in einem Interview 1984. Erste Titel entstanden in Zusammenarbeit mit seinem Schulfreund Justin Clayton und dem befreundeten Musiker Carlos Morales.
Es folgten erste Demoaufnahmen und ein Plattenvertrag mit Atlantic Records. Lennon ging anschließend in das Dorf Valotte bei Nevers in Frankreich, wo er in einem heruntergekommenen Chateaux weitere Titel schrieb. Sein Debütalbum trägt den Namen des Dorfes. Auf dem Schwarz-Weiß-Cover sitzt Lennon auf einem Stuhl und schaut direkt in die Kamera. Das Coverfoto stammt von dem Fotografen David Michael Kennedy (* 1950).
Den erfolgreichsten Titel des Albums, Too Late For Goodbyes, schrieb Lennon in seinem damaligen Apartment in London. Er beschreibt einen Streit zwischen Lennon und seiner damaligen Freundin im März 1984, der zu einer kurzen Trennung führte.
Rückblickend sah Lennon 1989 die Entstehung seines Debütalbums kritisch: „Heute denke ich, daß ich bei der ersten [Platte] gesteuert worden bin – von der Industrie, der Plattenfirma, von allen.“

## Titelliste
1. Valotte – 4:15
2. O.K. For You – 3:38
3. On the Phone – 4:42
4. Space – 4:22
5. Well I Don’t Know – 4:35
6. Too Late For Goodbyes – 3:30
7. Lonely – 3:50
8. Say You’re Wrong – 3:25
9. Jesse – 3:48
10. Let Me Be – 2:12

Alle Titel wurden von Julian Lennon geschrieben, der auf dem Album auch Bass, Keyboard, Simmons-Schlagzeug und Perkussion spielt. Ausnahmen bilden Valotte, geschrieben von Julian Lennon, Justin Clayton und Carlton Morales, O.K. For You, geschrieben von Julian Lennon, Justin Clayton, Carlton Morales und Carmello Luggeri, sowie Jesse, geschrieben von China Burton.
Auf einigen Singles sind Künstler in Gastauftritten zu hören. Das Saxofon-Solo auf Lonely stammt von Michael Brecker, während Toots Thielemans auf Too Late For Goodbyes das charakteristische Mundharmonika-Solo einspielte. Im Musikvideo wird Julian Lennon gezeigt, der Mundharmonika spielt.

## Rezeption
Die Jugendzeitschrift Bravo schrieb nach der Veröffentlichung des Albums und der Debütsingle, dass Lennon „musikalisch einem großen Namen alle Ehre [macht]. Der 21jährige ist ein ausgezeichneter Songschreiber, Sänger und Musiker“. Die Zeitschrift Musikexpress stellte fest, dass „selbst wenn dies ein Blind Date wäre, bei dem man nicht mehr Informationen hat, als daß es sich um das Debüt-Album eines 21jährigen Engländers handelt, […] einem die frappante stimmliche Ähnlichkeit zu einem gewissen Ex-Beatles sofort ins Auge/Ohr springen [würde].“ Das Album sei „eine rundum solide Produktion […], mit gefälligen, wenn auch noch nicht allzu profilierten Songs eines durchaus talentierten Musikers und Komponisten.“
Davitt Sigerson verglich in der Zeitschrift Rolling Stone Lennons Stil mit dem Harry Nilssons und sah stilistische Verbindungen zu Werken John Lennons aus den Solojahren wie (Just Like) Starting Over und Jealous Guy.

## Singleauskopplungen
| Jahr | Titel                 | Höchstplatzierung, Gesamtwochen, AuszeichnungChartplatzierungen (Jahr, Titel, , Platzierungen, Wochen, Auszeichnungen, Anmerkungen) | Höchstplatzierung, Gesamtwochen, AuszeichnungChartplatzierungen (Jahr, Titel, , Platzierungen, Wochen, Auszeichnungen, Anmerkungen) | Höchstplatzierung, Gesamtwochen, AuszeichnungChartplatzierungen (Jahr, Titel, , Platzierungen, Wochen, Auszeichnungen, Anmerkungen) | Höchstplatzierung, Gesamtwochen, AuszeichnungChartplatzierungen (Jahr, Titel, , Platzierungen, Wochen, Auszeichnungen, Anmerkungen) | Höchstplatzierung, Gesamtwochen, AuszeichnungChartplatzierungen (Jahr, Titel, , Platzierungen, Wochen, Auszeichnungen, Anmerkungen) | Anmerkungen                              |
| Jahr | Titel                 | DE | AT | CH | UK | US | Anmerkungen                              |
| ---- | --------------------- | --- | --- | --- | --- | --- | ---------------------------------------- |
| 1984 | Too Late for Goodbyes | DE26 (10 Wo.)DE | AT22 (6 Wo.)AT | CH30 (1 Wo.)CH | UK6 (13 Wo.)UK | US5 (17 Wo.)US | Erstveröffentlichung: 24. September 1984 |
| 1984 | Valotte               | — | — | — | UK55 (8 Wo.)UK | US9 (19 Wo.)US | Erstveröffentlichung: 3. Dezember 1984   |
| 1985 | Say You’re Wrong      | — | — | — | UK75 (2 Wo.)UK | US21 (12 Wo.)US | Erstveröffentlichung: 18. Februar 1985   |
| 1985 | Jesse                 | — | — | — | — | US54 (6 Wo.)US |                                          |

## Kommerzieller Erfolg

### Chartplatzierungen
| ChartsChartplatzierungen       | Höchstplatzierung | Wochen |
| ------------------------------ | ----------------- | ------ |
| Deutschland (GfK)              | 60 (6 Wo.)        | 6      |
| Vereinigte Staaten (Billboard) | 17 (46 Wo.)       | 46     |
| Vereinigtes Königreich (OCC)   | 20 (15 Wo.)       | 15     |

### Auszeichnungen für Musikverkäufe
| Land/Region                  | Auszeichnungen für Musikverkäufe (Land/Region, Auszeichnung, Verkäufe) | Verkäufe  |
| ---------------------------- | ---------------------------------------------------------------------- | --------- |
| Vereinigte Staaten (RIAA)    | Platin                                                                 | 1.000.000 |
| Vereinigtes Königreich (BPI) | Silber                                                                 | 60.000    |
| Insgesamt                    | 1× Silber · 1× Platin ·                                                | 1.060.000 |